# Конвертер (металургія)
Конвертер (металургія) (англ. Converter, від лат. Converto — змінюю, перетворюю) — апарат для одержання сталі з розплавленого чавуну продувкою його повітрям або киснем, а також для отримання чорнової міді або файнштейну продуванням повітря через штейн.

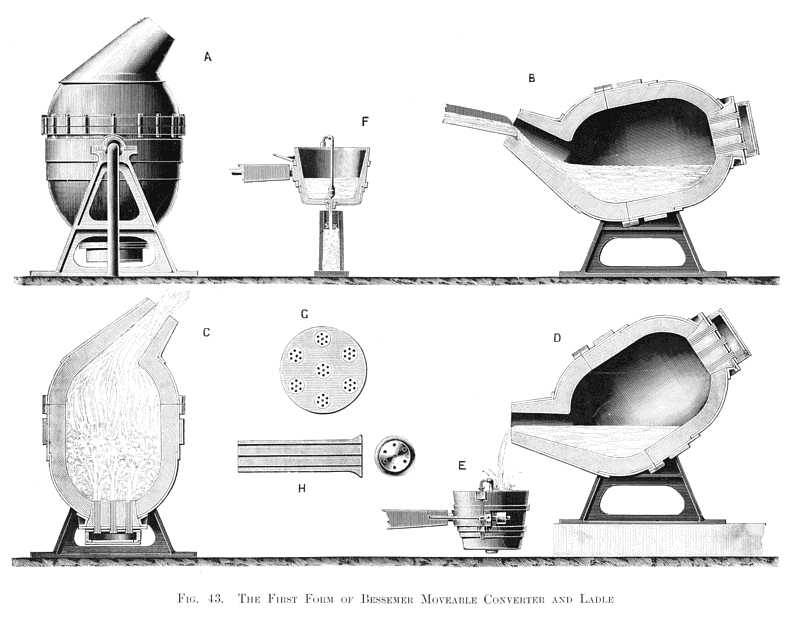
Будова і робота конвертера Генрі Бессемера

У чорній металургії розрізняють конвертер з продувкою чавуну повітрям знизу (див. Бесемерівський процес, Томасівський процес) і киснем зверху (див. киснево-конвертерний процес). Конвертер для продувки чавуну знизу складається з таких елементів: 1 — корпус; 2 — пустотіла цапфа; 3 — патрубок, 4 — повітряна коробка, 5 — редуктор; 6 — днище; 7 — фурми; 8 — горловина.
Корпус — сталевий кожух, футерований вогнетривкою цеглою — кислою (динасовою) у бесемерівському конвертері і основною (доломітовою) у томасовському конвертері. Футероване днище забезпечено соплами для подачі повітря. Сопла або безпосередньо пронизують днище, або виконані в окремих вогнетривких (шамотних) цеглинах — фурмі. Повітря через пустотілі цапфи і патрубок подається у повітряну коробку, з якої надходить знизу в чавун і продуває його. Тиск дуття значно більше феростатичного тиску чавуну, внаслідок чого чавун під час продувки не заливає сопла. Корпус не симетричний щодо вертикальної осі, він має вигин, званий спиною конвертера. Це зроблено для збільшення ємності конвертера при горизонтальному його положенні. Через верхній отвір, званий горловиною, заливають чавун, виливають сталь і шлак; через нього виходять конвертерні гази при продувці. Поворот конвертера здійснюється зубчатою рейкою зі штоком, що приводиться в рух поршнем гідравлічного циліндра або через редуктор електродвигуном. Положення конвертера при заливці чавуну горизонтальне, під час продувки — вертикальне.
У малому бесемерівському конвертері дно глухе, а сопла вставлені горизонтально в задню стінку так, що повітряне або комбіноване (повітря з киснем) дуття направляється па поверхню чавуну.
На відміну від бесемерівських і томасовських, конвертери для продувки чавуну киснем зверху мають глухе днище без фурм та повітряної коробки і забезпечені шоломом. Днище іноді виконується знімним для зручності ремонту. Ємність конвертера 100—350 тонн. Корпус конвертера зазвичай циліндричний, днище має напівсферичну чашоподібну форму; шолому надається форма зрізаного конуса з меншою основою вгорі. Верхній отвір шолома (горловина) служить для заливки чавуну, завантаження брухту, вапна та інших матеріалів, а так само для виходу газів під час продувки. Для відділення металу від шлаку при зливі в ківш конвертер забезпечують льоткою. Кожух конвертера зварюють з товстих сталевих листів та футерують смолодоломітовою цеглою, товщина футеровки 700—900 мм. Перед введенням конвертера в роботу футеровку обпалюють. Зазвичай футеровка витримує 450—600 плавок. Механізм повороту конвертера складається з системи передач (редукторів), що зв'язують цапфи з приводом. Частота обертання може змінюватися від 0,01 до 2,0 об / хв.
Водоохолоджувана фурма для подачі кисню в конвертер виготовляється звичайно з трьох сталевих труб, вставлених одна в іншу. Нижня частина фурми закінчується наконечником (соплом) з червоної міді, через який кисень надходить в конвертер. Під час продувки в конвертері утворюється значна кількість газів, що відходять. Для використання тепла відхідних газів і очищення цих газів за кожним конвертером встановлюють котел-утилізатор та установку для очищення газів. Отримана після продувки рідка сталь випускається з конвертера в сталерозливні ковші.
У кольоровій металургії застосовують конвертери головним чином циліндричної форми. Діаметр такого конвертера 3-4 м, довжина 6-9 м, ємність 40-100 т. Сталевий корпус конвертера футерують магнезитовою цеглою і покривають шаром магнезиту. Заливка штейна, завантаження флюсів, оборотних матеріалів, концентрату, а також злив шлаку та рідкого металу здійснюється через горловину конвертера. Дрібний матеріал може завантажуватися через отвір у торцевій стінці за допомогою пневматичної гармати. Фурми для подачі повітря розташовані знизу конвертера. Конвертер має поворотний механізм для випуску рідких продуктів.